# Kansas (staat)
Kansas is een van de vijftig staten van de Verenigde Staten. De hoofdstad is Topeka. De standaardafkorting voor de staat is KS.

## Geschiedenis

### Eerste verkenning onder Frankrijk en Spanje (1541–1803)
De eerste Europeaan die Kansas aandeed was de Spaanse ontdekkingsreiziger Francisco Vásquez de Coronado in 1541. Kansas werd toen bewoond door indianen. De Coronado vertrok in 1540 in Compostela en ging in het huidige Kansas op zoek naar de "gouden stad" Quivira. Naar eigen zeggen bereikte hij Quivira ook, maar goud was er niet te vinden. De Franse ontdekkingsreiziger René Robert Cavelier de La Salle claimde het gebied in 1682 voor Frankrijk als Louisiana (zonder het gebied ten westen van de Mississippi te bezoeken). De Fransen bouwden langs de Mississippi en Missouri forten, maar hadden weinig interesse in het gebied van het huidige Kansas. In 1724, 183 jaar na Coronado, bezocht de commandant van het Franse Fort Orleans (meer naar het oosten in het huidige Missouri), Étienne de Bourgmont, de rivier de Kansas. In 1726 werd Fort Orleans alweer verlaten door de Fransen en verdween de enige Europese invloed. In 1763 moest Frankrijk het gebied afstaan aan Spanje. Frankrijk kreeg Louisiana opnieuw in handen bij het geheime Verdrag van San Ildefonso in 1800, maar verkocht in 1803 het grootste deel van het huidige Kansas aan de Verenigde Staten als gevolg van de Louisiana Purchase.

### Ongeorganiseerd Amerikaans grondgebied (1803–1854)
Met uitzondering van het uiterste oosten van Kansas, was het gebied nog nauwelijks ontdekt. In 1804 werd het gebied bezocht door de expeditie van Lewis en Clark. Twee jaar later verkende ook Zebulon Pike het gebied en noemde het gebied "the Great American Desert". Hierdoor zou de Amerikaanse overheid de volgende veertig jaar geen interesse hebben in het gebied en het reserveren voor mogelijke hervestiging van Indianen. Van 4 juni 1812 tot 10 augustus 1821 werd het Amerikaanse deel van het latere Kansas georganiseerd als het "Missouri Territory". Van enige kolonisatieactiviteiten was er echter geen sprake in deze periode.
Van 1821 tot 1854 werd het gebied opnieuw een niet-georganiseerd grondgebied van de Verenigde Staten. In deze periode was het voor witte kolonisten verboden zich te vestigen in het latere Kansas. In de komende decennia werden immers verschillende Indiaanse stammen hervestigd in Kansas. Deze operaties startten met de verplaatsing van de stammen die toen het oosten van Kansas bewoonden (voornamelijk de Kansa en de Osage) naar het "Indian Territory" in het huidige Oklahoma. Dit maakte ruimte vrij voor de hervestiging van Indiaanse stammen uit het oosten.
De beroemde Sante Fe Trail liep wel door het voor vestiging "gesloten" Kansas. Langs deze route trokken handelaren naar het zuidwesten richting Nieuw Mexico (Santa Fe) en Mexico (Mexico City). De eerste permanente witte vestiging in Kansas ontstond (pas) in 1827: Fort Leavenworth. Dit militair fort moest handelaars beschermen langs de Sante Fe Trail. Sinds 1841 liep ook het meest oostelijke deel van de Oregon Trail door het noordoosten van Kansas naar het westen.
Het zuidwesten van Kansas was tot het einde van de Mexicaans-Amerikaanse oorlog in 1848 in Spaanse handen. In 1848 viel dit deel toe aan de Verenigde Staten, maar er werd nog geen formele gebiedsorganisatie ingesteld. Rond 1850 waren er wel al verschillende witte Amerikanen die zich illegaal op Indiaans land hadden gevestigd en die ijverden voor de algemene toelating tot vestiging in het gehele gebied. In 1853 werd een militair fort opgericht dat meer westelijk lag dan alle voorgaande vestigingen: Fort Riley (Riley County).

### Erkenning als territorium (1854) en staat (1861)
Het Amerikaanse Congres nam in 1854 de Kansas-Nebraska Act aan, waarmee Nebraska en Kansas de status van territorium kregen en waarbij het land werd opengesteld voor kolonisatie. Ook werd het Missouri Compromise uit 1820 herroepen. De (Amerikaanse) bewoners van beide territoria mochten zelf bepalen of slavernij in het gebied werd toegestaan. Vanuit de naburige slavenstaten Arkansas en Missouri werden bewoners gestimuleerd om naar Kansas te verhuizen, om zoveel mogelijk voorstanders van slavernij in het territorium te hebben. Andersom trokken ook veel abolitionisten richting Kansas. Beide groepen kwamen tussen 1854 en 1861 regelmatig met elkaar in botsing. Dat leverde Kansas de bijnaam Bleeding Kansas op.
In 1854 werd Topeka, de latere hoofdstad, gesticht. Topeka ontstond bij de kruising van een nieuwe militaire weg van Fort Leavenworth naar het nieuwe Fort Riley in het westen met de rivier de Kansas. In 1858 werd Salina gesticht, toen de meest westelijke nederzetting langs de Smoky Hill Trail richting westen. Nog meer westelijk werd in 1865/1867 het militaire Fort Hays opgericht om de reizigers langs deze route te beschermen.
Op 29 januari 1861 werd Kansas, als 34e, een staat van de Verenigde Staten. De naam Kansas is afkomstig van het Sioux-woord kansa, dat "volk van de zuidenwind" betekent. De bijnaam van Kansas is The Sunflower State ("Staat van de zonnebloem"). Drie maanden later brak de Amerikaanse Burgeroorlog uit. Het geweld ging grotendeels aan Kansas voorbij, totdat de geconfedereerde vrijbuiter William Quantrill in augustus 1863 een aanval op de stad Lawrence leidde waarbij bijna tweehonderd mensen het leven verloren. De aanval werd door zijn eigen partij veroordeeld. Na de Burgeroorlog trokken veel zwarte Amerikanen weg uit het zuiden waar ze nog steeds gediscrimineerd werden en vestigden zich in Kansas.

### Na de Amerikaanse Burgeroorlog
In 1865 werd Lincoln College (nu Washburn University) opgericht in Topeka. In 1866 werd gestart met de bouw van het Kansas State Capitol in Topeka. De bouw zou 37 jaar duren. In 1867 werd gestart met de bouw van de Kansas Pacific Railway. Oorspronkelijk was enkel de bedoeling om de spoorweg tot Fort Riley te bouwen, maar in 1867 bereikte de spoorweg al Salina. De inwoners van het in 1860 gestichte Denver ijverden eveneens voor de aanleg van een spoorweg en zo werd het doel gesteld om de spoorweg helemaal over de Rocky Mountains aan te leggen tot aan de Pacifische Oceaan. Vanaf 1869 werd gestart met de aanleg van een andere spoorweg die Topeka met Santa Fe moest verbinden. Deze Atchison, Topeka & Santa Fe Railroad zou de kolonisatie van het westen van Kansas bespoedigen.
Door een fusie met naburige plaatsen werd Kansas City in 1886 de grootste stad van de staat, vóór Topeka. Aan het einde van de jaren tachtig van de 19e eeuw was Kansas de eerste Amerikaanse staat die, onder druk van methodisten en andere evangelicale groepen, overging tot een grondwettelijk verbod op alcoholische dranken. Dit verbod werd pas in 1948 herroepen.

### Twintigste eeuw
Vanaf de jaren 1890 kende Kansas City een explosieve groei als "streetcar suburb" (buitenwijk) van de kern Kansas City aan de Missourizijde van de rivier. De "voorstad" bleef sterk groeien tot ongeveer 1930.
In het begin van de 20e eeuw kende naast Kansas City ook Wichita een zeer sterke groei. Wichita werd in het eerste decennium de tweede grootste stad van de staat, vóór hoofdplaats Topeka en na Kansas City. Wichita ontstond dertien jaar later dan Topeka in 1867 als een handelspost van handelaar Jesse Chisholm. Deze vestigde verschillende handelsposten op een route naar het zuiden (Texas), later gekend als de Chisholm Trail. Tijdens de Tweede Wereldoorlog kende voornamelijk Wichita een bevolkingsexplosie door de tewerkstelling in de militaire industrie. Zo werd de Boeing B-29 bommenwerper in Wichita gemaakt. Tussen 1940 en 1960 steeg de bevolking van Wichita van 115.000 tot 255.000 inwoners. Zo werd Wichita veruit de grootse stad van Kansas.
In de tweede helft van de 20e eeuw kende ook steden als Overland Park en Olathe, net als Kansas City (Kansas) voorsteden van Kansas City (Missouri), een explosieve groei. In 2000 werd Overland Park de tweede grootste stad van de staat.

## Geografie

Köppen klimaatzones van Kansas

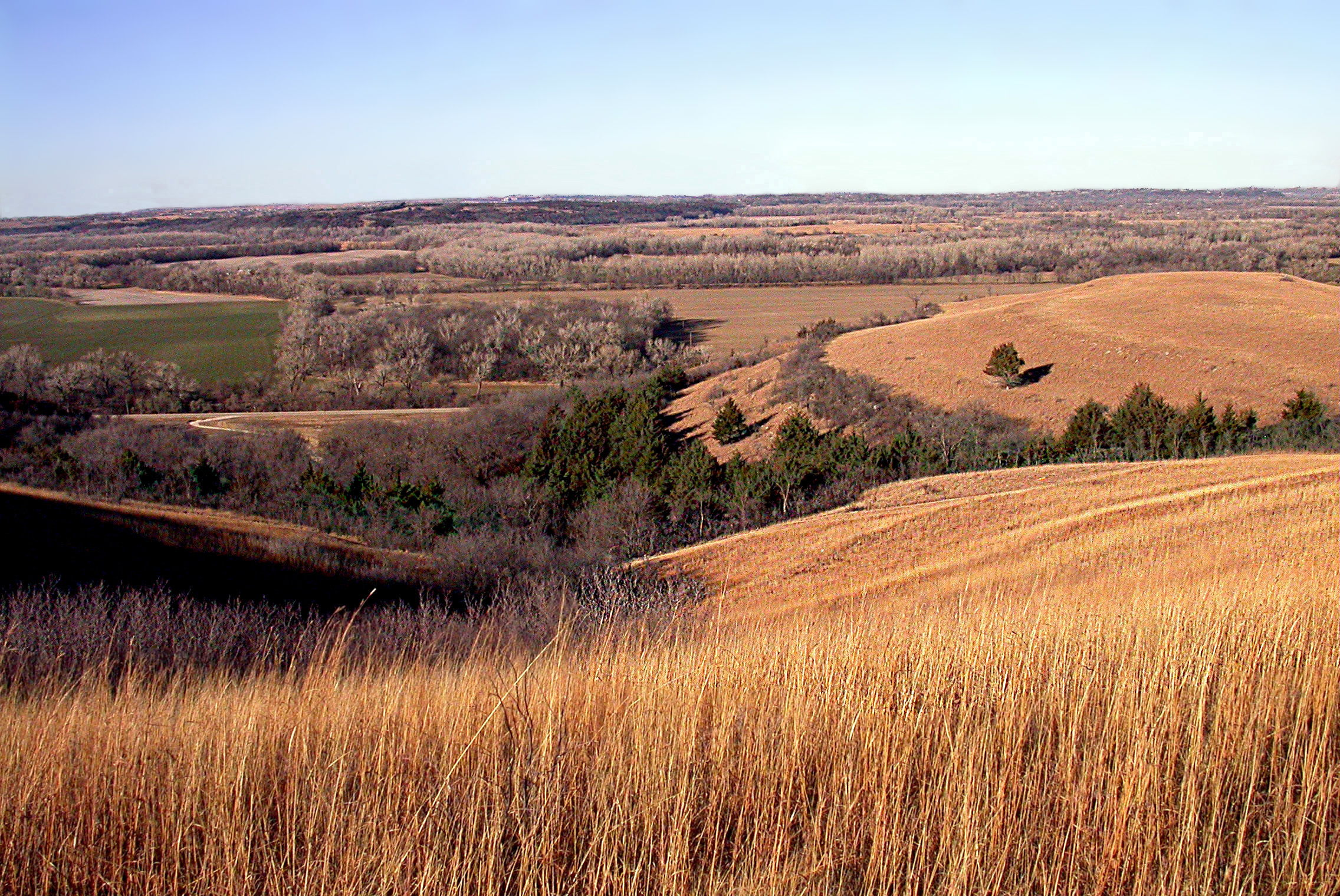
Konza prairie in het noordoosten van Kansas

Kansas heeft een oppervlakte van 213.283 km² en is vrijwel rechthoekig. Kansas is de meest centrale staat van alle 48 aaneengesloten Verenigde Staten van Amerika. Het ligt ongeveer even ver van de Atlantische als van de Stille Oceaan. In het noorden grenst Kansas aan Nebraska, in het zuiden aan Oklahoma, in het westen aan Colorado en in het oosten aan Missouri. Kansas ligt grotendeels in de tijdzone Central Standard Time, een gedeelte van het westen van de staat behoort tot de tijdzone Mountain Standard Time. Kansas gebruikt zomertijd van de tweede zondag in maart tot de eerste zondag in november (Central Saving Time en in het westen Mountain Saving Time).
De gemiddelde hoogte is 610 m boven zeeniveau; het hoogste punt is Mount Sunflower (1231 m). Kansas is ook de naam van de grote rivier in het oosten van de staat, die uit het Tuttle Creek Lake stroomt en uitmondt in de Missouri.
Het grootste deel van Kansas kent een warm zeeklimaat, een type vochtig subtropisch klimaat. Het westen kent een droger koud steppeklimaat. De natuurlijke begroeiing in Kansas is prairie, een type grasland. In het oosten van Kansas gaat het zogeheten Tallgrass prairie (met lange grassen); in het westen gaat het om Shortgrass prairie (met korte grassen). In het grootste deel van de staat komt echter een mengeling van beide voor. De tallgrass prairie wordt beschermd in het Konza Prairie Biological Station en het Tallgrass Prairie National Preserve (beiden in het noordoosten van Kansas). Het westen van de staat wordt tot de Great Plains gerekend.

## Demografie en economie
Kansas telde in 2010 2.853.118 inwoners (14 per km²) en ongeveer 69% van de bevolking woont in stedelijke gebieden. De grootste stad is Wichita. Kansas City en enige voorsteden ervan liggen in Kansas en behoren tot de agglomeratie die ook Kansas City, Missouri behelst. Buiten de stedelijke gebieden bestaat Kansas voornamelijk uit uitgestrekte, zeer dunbevolkte vlakten, die zowel voor landbouw als voor veeteelt worden gebruikt.
Het bruto nationaal product van de staat werd in 2014 geschat op 140 miljard dollar.

## Bestuurlijke indeling
Kansas is onderverdeeld in 105 county's.

## Politiek
Aan het hoofd van de uitvoerende macht van de staat staat een gouverneur, die direct gekozen wordt door de kiesgerechtigden in de staat. De gouverneursverkiezing van 2018 werd gewonnen door Laura Kelly van de Democratische Partij. Zij trad in januari 2019 aan als gouverneur van Kansas.
De wetgevende macht bestaat uit het Huis van Afgevaardigden van Kansas (Kansas House of Representatives) met 125 leden en de Senaat van Kansas (Kansas Senate) met 40 leden.